# The Yellow and Black Attack
The Yellow and Black Attack è il primo lavoro in studio registrato e pubblicato dagli statunitense Stryper, nel 1984.
Originariamente pubblicato come EP, il disco venne riedito nel 1986 con tracce aggiuntive.

## Tracce (1984, EP)
1. Loud N' Clear (Michael Sweet) – 3:34
2. From Wrong to Right (Ox Fox, M. Sweet, Robert Sweet) – 3:51
3. You Know What to Do (Fox, Tim Gaines, M. Sweet, R. Sweet) – 4:47
4. C'mon Rock (M. Sweet) – 3:46
5. You Won't be Lonely (M. Sweet) – 3:43
6. Loving You (M. Sweet) – 4:15

## Tracce (1986, riedizione full-length)
1. Loud N' Clear (Matthew Sweet) – 3:34
2. From Wrong to Right (O. Fox, M. Sweet, Robert Sweet) – 3:51
3. My Love I'll Always Show (M. Sweet) – 3:38
4. You Know What to Do (O. Fox, Tim Gaines, M. Sweet, R. Sweet) – 4:47
5. C'mon Rock (M. Sweet) – 3:46
6. You Won't be Lonely (M. Sweet) – 3:43
7. Loving You (M. Sweet) – 4:15
8. Reason for the Season (M. Sweet, R. Sweet) – 6:30

## Formazione
- Michael Sweet - voce, chitarra
- Robert Sweet - batteria
- Tim Gaines - basso, tastiera, voce
- Oz Fox - chitarra, voce

### Altri membri
- Ken Metcalf - tastiere